# صبا الشيخ خضر
قرية الجزيرة أو صبا الشيخ خضر (بالكردية: Sîba Şêx Xidir - سیبا شێخ خدر)‏ هي قرية عراقية تقع في قضاء سنجار في محافظة نينوى شمال العراق.
تقع القرية جنوب جبل سنجار، وتعد من المناطق المتنازع عليها في العراق بين الحكومة المركزية وحكومة إقليم كردستان العراق. سكان قرية بابيرة يزيديون. وقرية الجزيرة إحدى القريتين التي استهدفتها تفجيرات 2007 التي استهدفت اليزيديين.